# Cnemidophorus pseudolemniscatus
Espèce
Cnemidophorus pseudolemniscatus est une espèce de sauriens de la famille des Teiidae.

## Répartition
Cette espèce se rencontre au Suriname et en Guyane.

## Publication originale
- Cole & Dessauer, 1993 : Unisexual and bisexual whiptail lizards of the Cnemidophorus lemniscatus complex (Squamata: Teiidae) of the Guiana Region, South America, with descriptions of new species. American Museum Novitates, n. 3081, p. 1-30 (texte intégral).